# Leefexperiment

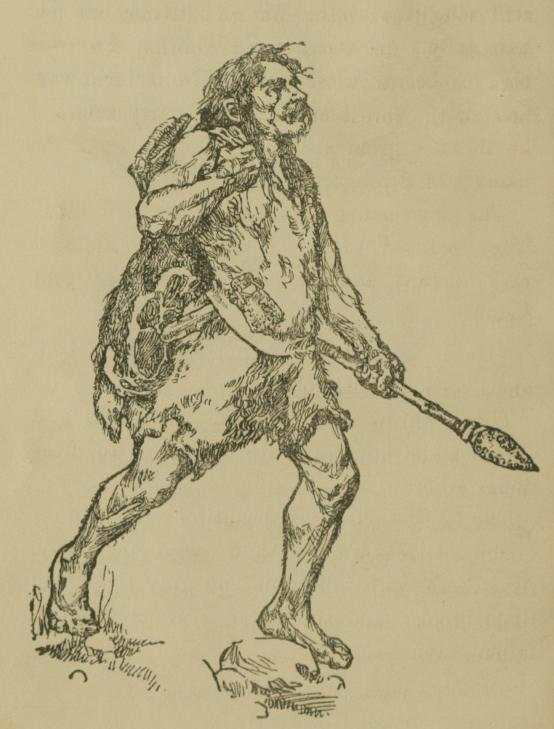
Jager-verzamelaar uit de steentijd. (impressie begin twintigste eeuw)

Een leefexperiment is een specifieke experimentsoort binnen de experimentele archeologie. Men probeert gedurende een bepaalde tijd te leven als in een afgebakende periode van de geschiedenis. Hierbij is het de bedoeling om het leven uit de desbetreffende periode zo goed als mogelijk te benaderen. In het buitenland zijn leefexperimenten bekend uit de jaren 1920 en later, bijvoorbeeld in Zweden.
Een goede voorbereiding is essentieel. Men moet zich oude technieken aanleren, allerhande kennis opdoen en een uitrusting maken. Over het algemeen dienen leefexperimenten geen wetenschappelijk, maar veelal een persoonlijk doel; het ervaren. Tot de eerste concessies gedurende een leefexperiment horen dan ook vaak het gebruik van een notitieblok en een fotocamera. 

## Experimenten in Nederland
In 1976 werd in Nederland voor het eerst een leefexperiment gehouden. Na jaren van voorbereiding ging Roelof Horreüs de Haas met negen andere volwassenen en vier kinderen in de niet lang daarvoor drooggelegde en zeer ruig begroeide Flevopolder leven als in de steentijd. Er werd verslag over gedaan in het boek Als in het stenen tijdperk. Door deze ervaring, die veel publiciteit genereerde, heeft de experimentele archeologie in Nederland een vlucht genomen.
In 1988 hield een groep jongeren van de Werkgroep Experimentele Archeogie (WEA), een werkgroep van de NJBG, een leefexperiment op het Haps-project te Apeldoorn. Doel van het project was om gedurende een week te leven als in de ijzertijd. Het experiment is op die plaats nog regelmatig door groepen jongeren herhaald.
Op 16 januari 1995 begon in het Historisch Openluchtmuseum Eindhoven een leefexperiment dat internationaal veel aandacht trok. Hierbij gingen zes personen, onder wie de directeur van het museum, 60 dagen leven als in de ijzertijd. Een opmerkelijke concessie tijdens het experiment was het langskomen van een keurmeester voor het slachten en keuren van een geit. Dit was verplicht volgens de Nederlandse regelgeving. Het leefexperiment is beschreven in een boek getiteld Twee manen lang.
In 2005 is er door zes volwassenen en twee kinderen een leefexperiment gehouden in het Horsterwold in de provincie Flevoland. Hierbij werd gedurende een langere tijd geleefd als mesolithische jager-verzamelaars. Tijdens het experiment werd gebruikgemaakt van een mesolithische uitrusting. Voedsel werd in de natuur verzameld, vlees werd echter meegenomen omdat jagen niet was toegestaan.